# Ґейб Мастроматтео
Ґейб Мастроматтео (англ. Gabe Mastromatteo, 27 квітня 2002) — канадський плавець.
Учасник Олімпійських Ігор 2020 року.
Чемпіон світу з плавання серед юніорів 2017 року, призер 2019 року.